# Arcangelo Valli
Arcangelo Valli (także: Archangelo Valli, ur. 9 marca 1913 w Longlaville, zmarł 3 lipca 1975 w Warszawie) – włoski hutnik, działacz komunistyczny i spółdzielczy.

## Życiorys
Jego rodzice uciekli z Włoch i osiedlili się we francuskim departamencie Meurthe i Mozela, prowadząc stołówkę, m.in. dla innych uciekinierów włoskich.
Pracował od 14. roku życia w hucie Longwy do 1940. W 1936 wstąpił do Francuskiej Partii Komunistycznej, a w 1937 został wybrany na szefa sekcji Longlaville. W 1939 został sekretarzem Włoskiego Związku Ludowego w departamencie Meurthe i Mozela.
W lutym 1940 został aresztowany w koksowni w Longlaville przez francuską policję i osadzony w miejscowym więzieniu, a potem był internowany w obozie Le Vernet w departamencie Ariège, gdzie przebywał do maja 1941. Następnie został wydalony z Francji do Włoch i osadzony w więzieniu w Pesaro, a potem skierowany na wyspę Ventotene, gdzie przetrzymywano zwłaszcza wrogo usposobionych do władz komunistów. Zwolniony został w sierpniu 1943 i od razu włączył się w działalność Włoskiej Partii Komunistycznej (PCI). Od października 1943 do kwietnia 1944 był sekretarzem federacji w Bergamo. Następnie został mianowany dowódcą generalnym Brygad Garibaldiego w Mediolanie i brał udział w wyzwalaniu miasta.
Od 1954 do 1957 był członkiem Centralnej Komisji Organizacyjnej PCI, a od 1957 do 1960 sekretarzem Centralnej Komisji Kontroli (jej członkiem pozostał aż do śmierci). Od 1960 został powołany do Centralnej Komisji ds. Pracy Masowej. W grudniu 1956 r. wstąpił do Komitetu Centralnego PCI na VIII Kongresie tej partii w Rzymie.
Był też działaczem spółdzielczym: od 1966 członkiem komitetu sterującego i szefem służby zagranicznej Krajowej Ligi Spółdzielczości. Zmarł nagle w Warszawie podczas podróży służbowej do Polski (był rzecznikiem rozwoju współpracy między spółdzielczością włoską i polską).